# Selwa (województwo warmińsko-mazurskie)
Selwa (niem. Sellwa, 1938–1945 Sellwen) – wieś w Polsce położona w województwie warmińsko-mazurskim, w powiecie olsztyńskim, w gminie Olsztynek. W latach 1975–1998 miejscowość należała administracyjnie do województwa olsztyńskiego.
Mała wieś, położona wśród lasów, około 15 km na wschód od Olsztynka. W sezonie letnim we wsi czynny jest sklep spożywczy i bar. 

## Historia
Wieś po raz pierwszy wymieniana w dokumentach z 1776 roku. W 1938 r. ówczesne władze niemieckie, w ramach akcji germanizacyjnej, zmieniły urzędową nazwę wsi na Sellwen. W 1939 roku mieszkały tutaj 42 osoby, w 1997 w 7 domach 23. W 2005 r. mieszkały w Selwie 23 osoby.